# Щапов, Ярослав Николаевич
Яросла́в Никола́евич Ща́пов (6 мая 1928, Москва — 31 августа 2011, Москва) — советский и российский историк, историк церкви. Доктор исторических наук, профессор. Член-корреспондент РАН; член-корреспондент АН СССР, Советник Российской академии наук. Автор трудов по истории Древней Руси IX—XIV вв. (государство и право, культура, связи с Византией и славянскими странами) и публикатор источников. Председатель и почётный член Императорского Православного Палестинского Общества, председатель Научного совета «Роль религий в истории» РАН, председатель двусторонней Комиссии историков России и Польши, руководитель департамента науки Российского дворянского собрания и секции истории Центрального (Московского) дома учёных.

## Биография
Родился в семье учёного-гидротехника, профессора Николая Щапова.
Окончил Московский государственный университет в 1952 году; сокурсник Л. М. Брагиной, А. Д. Горского, И. В. Григорьевой, Г. Г. Дилигенского, И. Д. Ковальченко, В. И. Корецкого, Ю. С. Кукушкина, Н. Н. Покровского, А. А. Сванидзе, К. Г. Холодковского, Н. Я. Эйдельмана и других известных учёных. С 1952 по 1957 год — сотрудник отдела рукописей Государственной библиотеки имени Ленина. В 1957 году принял предложение Льва Черепнина и перешёл на работу в группу по изучению Киевской Руси в секторе истории СССР периода феодализма Института истории АН СССР (с 1968 года — Институт истории СССР, с 1992 года — Институт российской истории РАН).
Кандидатская диссертация «Церковь как феодальная организация в Древней Руси», научный руководитель Александр Зимин (1964). Докторская диссертация «Византийское и южнославянское правовое наследие на Руси в XI—XIII вв.» (1975). С 1992 года — профессор.
В 1989 году стал основателем и первым руководителем группы (центра) по истории религии и церкви в Институте истории АН СССР (ИРИ РАН).
23 декабря 1987 года Ярослав Щапов был избран членом-корреспондентом АН СССР, с 1991 года — Российской академии наук. Председатель научного совета «Роль религий в истории» РАН, председатель двусторонней комиссии историков России и Польши, председатель (2003—2007 и почётный член российского «Императорского православного палестинского общества», руководитель департамента науки «Российского дворянского собрания» и секции истории Центрального (Московского) дома учёных. Почётный гражданин Подольского района.
Автор 10 монографий и более 400 научных работ. В 1988 году был награждён орденом Дружбы народов, в 1994-м ему присуждена академическая премия имени Грекова, а в 1998 году 70-летний учёный стал кавалером ордена Почёта. За организацию совместной работы светских и церковных учёных-энциклопедистов патриарх Московский и всея Руси Алексий II наградил Щапова орденом преподобного Сергия Радонежского II степени и благословил Владимирской иконой Божией Матери, которая теперь находится в Щаповском музее.
В 2005 году Паломнический центр Московского патриархата издал юбилейный сборник, посвящённый члену-корреспонденту РАН Ярославу Щапову «От Древней Руси к новой России», куда вошли статьи сорока авторов — друзей и коллег Щапова.
Ярослав Щапов долгое время проработал директором «Муниципального музея истории усадьбы Щапово» (ушёл с этой должности в 2008 году). Свою деятельность в качестве директора этого музея Щапов отметил печатными трудами: «Усадьбы Южного Подмосковья. Материалы научно-практической конференции 29—30 марта 2000 года» (Подольск, 2000 год); «Щаповская сельскохозяйственная школа — перекличка столетий» (К 100-летию её основания) — (Подольск, 2003 год); «Каталог выставки старинных и редких книг, настенных листов и экслибрисов» — Москва, 2006 год; «Село Александрово — посёлок Щапово XVII—XXI века» — (2007 год). Заботы по организационным работам в «Русской усадьбе» вместе с Ярославом Щаповым разделили его коллеги-историки, московские, подольские и местные краеведы, а также его супруга — профессор МГУ, доктор исторических наук Юлия Щапова. Администрацией Подольского района супругам был предоставлен в пожизненное пользование один из домов Щаповского музейного комплекса.
Похоронен на Введенском кладбище Москвы (уч. № 7).
Супруга — археолог Юлия Леонидовна Синельникова-Щапова (23.05.1930 — 05.05.2019) — заслуженный профессор МГУ, лауреат Ломоносовской премии, доктор исторических наук, специалист в области славяно-русской археологии, истории стекла и древних производств, морфологии древностей и теории археологической науки.

## Научно-организационная деятельность
- Член Учёного совета ИРИ РАН.
- Член редколлегий «Православной энциклопедии», «Византийского временника», «Православного Палестинского сборника», «Подольского альманаха».
- 1998—2008 — директор Муниципального музея истории усадьбы Щапово (Подольский район Московской обл.).
- 1970—1987 — председатель исторической секции Московского отделения ВООПИК.
- 1988—2001 — председатель Научного совета РАН «Роль религий в истории».
- 1990—1996 — председатель Российского общества историков-архивистов.
- 1991—2004 — председатель Комиссии историков России и Польши.
- 2003—2006 — председатель Императорского Православного Палестинского общества.[4]

## Награды
- Государственные награды: орден Дружбы народов (5.05.1988), орден Почёта.
- Церковные награды: орден св. Сергия Радонежского, орден св. Даниила Московского, орден Макария митрополита Московского;
- Академическая премия Б. Д. Грекова; премия Национального фонда возрождения русской усадьбы «Культурное наследие»; премия памяти митрополита Макария (Булгакова).
- Почётный член Императорского православного палестинского общества.
- Почётный гражданин Подольского района Московской области[4]
- орден Русской императорской династии св. Анны 2 ст.

## Научные труды
Монографии
- Древнерусское государство и его международное значение / А. П. Новосельцев, В. Т. Пашуто, Л. В. Черепнин и др. — Москва : Наука, 1965. — 476 с. (в соавт.)
- Княжеские уставы и церковь в Древней Руси XI—XIV вв. / отв. ред. А. А. Зимин. Институт истории СССР АН СССР. — М.: Наука, 1972. — 340 с. — 2900 экз.
  - Княжеские уставы и церковь в Древней Руси. XI—XIV вв. / отв. ред. А. А. Зимин. — Изд. 2-е, испр. — М.: URSS : ЛЕНАНД, 2019. — 337 с. — (Академия фундаментальных исследований: АФИ : история). — ISBN 978-5-9710-4646-2
- Древнерусские княжеские уставы XI—XV вв. / отв. ред. академик Л. В. Черепнин. Институт истории СССР АН СССР. — М.: Наука, 1976. — 240 с. — 10 400 экз.
- Восточнославянские и южнославянские рукописные книги в собраниях Польской Народной Республики / Сост. Я. Н. Щапов. — Москва : [б. и.], 1976. — Ч. 1: Рукописи собраний Варшавы и Кракова. (№ 1-93). Ч. 1. — 161 с.
- Восточнославянские и южнославянские рукописные книги в собраниях Польской Народной Республики / Сост. Я. Н. Щапов. — Москва : [б. и.], 1976. — Ч. 2: Рукописи собраний Люблина, Перемышля, Санока, Познани, Курника и Вроцлава. (№ 94-239). Ч. 2 : Приложение. — 1976. — 201 с.
- Византийское и южнославянское правовое наследие на Руси в XI—XIII вв. / отв. ред. Л. В. Черепнин. Институт истории СССР АН СССР. — М.: Наука, 1978. — 291 с. — 2750 экз.
- Государство и церковь Древней Руси X—XIII вв. / отв. ред. член-корреспондент АН СССР А. П. Новосельцев. Институт истории СССР АН СССР. — М.: Наука, 1989. — 232 с. — 4000 экз. — ISBN 5-02-009546-X.
  - State and church in early Russia / Transl. by Vic Schneierson. — New Rochelle (N.Y.) etc. : Caratzas, Cop._1993. — XII, 252 с. — ISBN 0-89241-499-5
- Древнерусские письменные источники X—XIII вв. / Подгот. Я. Н. Щапов и др.; Под ред. Я. Н. Щапова. — Москва : Кругъ, 1991. — 80 с.
- Мазуринская кормчая. Памятник межславянских культурных связей XIV—XVI вв. Исследование. Тексты. М., 2002 (в соавторстве).
- Письменные памятники истории Древней Руси XI—XIII вв. Летописи. Повести. Хождения. Поучения. Жития. Послания. Аннотированный каталог-справочник. СПб., 2003.
- Щаповская сельскохозяйственная школа — перекличка столетий. К 100-летию её основания. — Подольск: Инфосервис, 2003. — 81 с.
- Очерки русской истории, источниковедения, археографии. — М. Наука, 2004. — 367 с. — ISBN 5-02-009834-5
- Справочный инструментарий историка России. — М.: Наука, 2007. — 186 с. — ISBN 5-02-034012-X
- Ростовские старинные кружевные сколки из собрания Щаповых = Rostov age-old lace-patterns from the collection of family Shchapov : альбом-каталог / сост. Е. В. Брюханова, Я. Н. Щапов. — Ростов Великий : [б. и.], 2009. — 253 с.
- Византийская «Эклога законов» в русской письменной традиции. — СПб.: Издательство Олега Абышко, 2011. — 240 с.

Статьи
- Рукописи, поступившие в 1955 г. // Записки. 1956. — Вып. 18. — С. 180—209.
- «Похвала глупости» Эразма Роттердамского в русских переводах // Записки. 1958. — Вып. 20. — C. 102—117.
- Смоленский устав князя Ростислава Мстиславича // Археографический ежегодник за 1962 год. — М., 1963. — С. 37-47.
- Церковь в системе государственной власти древней Руси // Древнерусское государство и его международное значение. — М., 1965. — C. 279—352.
- Правило о церковных людех // Археографический ежегодник за 1965. — М., 1966. — C. 72-81.
- Проблемы генезиса социально-экономических формаций // Вестник АН СССР — 1966. — № 9. — С. 120—126.
- Древнерусские княжеские уставы и церковь в феодальном развитии Руси в X—XIV вв. // История СССР. — 1970. — № 3. — C. 125—136.
- О социально-экономических укладах в Древней Руси XI — первой половины ХII в. // Актуальные проблемы истории России эпохи феодализма. — М., 1970. — C. 85-119.
- Устав князя Ярослава и вопрос об отношении к византийскому наследию на Руси в середине XI в. // Византийский временник. — М.: Наука, 1971. — Т. 31. — С. 71-78.
- Большая и малая семьи на Руси в XII-ХIII вв. // Становление раннефеодальных славянских государств. — Киев, 1972. — C. 67-89.
- К истории соотношения светской и церковной юрисдикции на Руси в ХII-ХIV вв. // Польша и Русь. — M., 1974. — C. 173—180.
- Похвала князю Ростиславу Мстиславичу, как памятник литературы Смоленска ХII в. // Исследования по истории русской литературы XI-ХVII вв. — Л., 1974. — C. 47-60.
- О функциях общины в Древней Руси // Общество и государство феодальной России. — M., 1975. — C. 13-21.
- Становление древнерусской государственности и церковь // Вопросы научного атеизма. Вып. 20. Актуальные проблемы истории атеизма и религии / Редкол. А. Ф. Окулов (отв. ред.); Акад. обществ. наук ЦК КПСС. Ин-т научного атеизма. — М.: Мысль, 1976. — С. 158—169. — 327 с. — 19 200 экз.
- Характер крестьянских движений на Руси XI в. // Исследования по истории и историографии феодализма: к 100-летию со дня рождения академика Б. Д. Грекова. — М.: Наука,	1982. — C. 137—146.
- Академик Б. Д. Греков как историк Киевской Руси // Вестник АН СССР. 1982. — № 9. — С. 129—135.
- Церковь в Древней Руси (до конца XIII в.) // Русское православие: вехи истории / науч. ред. А. И. Клибанов. — М.: Политиздат, 1989. — С. 10-70.
- О моих занятиях историей России // Историки России о времени и о себе. — М., 1997. — Вып. 1. — С. 58-66.
- Собрание новелл Юстиниана в 87 главах в древнерусской письменности // Древнее право. 1998. — № 1 (3). — С. 108—112.
- Достоинство и титул царя на Руси до XVI век // Царь и царство в русском общественном сознании: Сб. ст. — М., 1999. — C. 7—16.
- Три дня в Синайском монастыре святой Екатерины // ГЕNNАДIОС: к 70-летию академика Г. Г. Литаврина: Сб. ст. — М.: 1999. — C. 284—291.
- Рецепция в современной истории трудов русских эмигрантов по истории церкви // Церковь в истории России: сборник статей. 1999. — С. 160—170.
- Неизвестный московский живописец и фотограф Степан Венедиктович Щеколдин (1818? — 1886) // Памятники культуры. Новые открытия: Письменность. Искусство. Археология : ежегодник. 1999. — С. 407—419.
- Русские и славянские рукописные книги в собрании Иерусалима // Богословские труды: сборник. Сб. 35: К 150-летию Русской духовной миссии в Иерусалиме (1847—1997). 1999. — С. 119—128.
- О некоторых новых проблемах истории русской церкви в работах историков 1980 — 90-х годов // Церковь в истории России. Сб. 4. 2000. — С. 327—338.
- Опыт работы общества «Русская усадьба» в Щапове по изучению и сохранению усадьбы // Усадьбы Южного Подмосковья: Материалы науч.-практ. конф., 29-30 марта 2000. — 2000. — C. 68 — 75.
- «Суд цара Леона и Константина» как сербский памятник рецепции византийского права // Византийский временник: [сборник]. — 2003 — Т. 62 (87). — С. 249—260.
- Подсолнечное (Щапово) — усадьба П. П. Щапова на озере Сенеж // Русская усадьба: сборник Общества изучения русской усадьбы — 2004 — Вып. 10 (26). — С. 435—452.
- К истории городской усадьбы Щаповых в Москве // Русская усадьба: сборник Общества изучения русской усадьбы — 2006. — Вып. 12 (28). — С. 731—737.